# Copa Chile Femenina 2010
La Copa Chile Femenina 2010 fue la segunda versión del tradicional torneo que se jugaba solo en el fútbol masculino. En este campeonato participan clubes de la Primera División Femenina y Equipos Amateur Femeninos Regionales, los que se eliminan en fases previas.
Las semifinales y la gran final se jugaron los días sábado 18 y domingo 20 de diciembre en terreno neutral, específicamente en la localidad de Codegua, VI del Libertador Bernardo O'Higgins.

#### Semifinal
| Día   | Hora  | Estadio | Equipo Local | Resultado | Equipo Visitante |
| ----- | ----- | ------- | ------------ | --------- | ---------------- |
| 18/12 | 00:00 | Codegua | Colo-Colo    | 14-0      | Puerto Varas     |
| 18/12 | 00:00 | Codegua | Everton      | 4-0       | Santiago Morning |

### Final
| 19 de diciembre de 2010, 19:00 | Everton   | 2:1     | Colo-Colo     |                       |                       |
|                                | Lopez 00' | Reporte | Sin datos 00' | Árbitro(s): Sin datos | Árbitro(s): Sin datos |

## Campeón
| Campeón Everton de Viña del Mar 2º título |

| Predecesor: Copa Chile Femenino 2009 | Copa Chile Femenino 2010 2010 | Sucesor: Copa Chile Femenino 2011 |

- Datos: Q5786677